# Fängelseindustriella komplexet

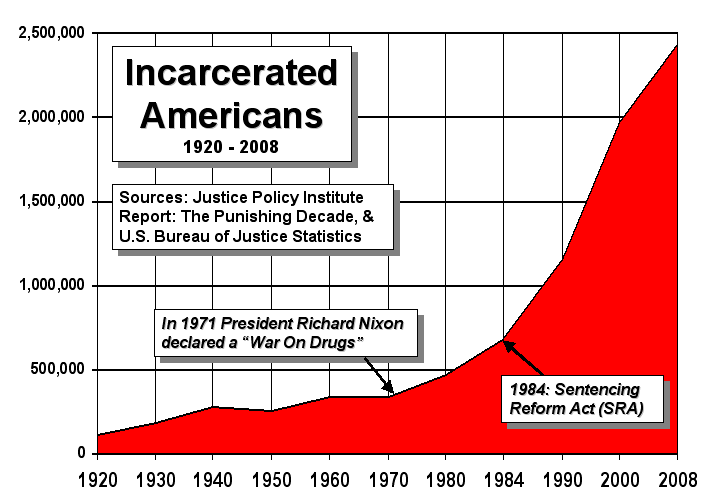
Tidslinje över tillväxten beträffande USA:s fängelseindustri.

Antal miljoner som avtjänar någon typ av straff i USA 1980–2013.

Fängelseindustriella komplexet eller på engelska The Prison industrial complex (PIC) är en term som härrör från fenomenet militär-industriella komplexet. På 1950-talet användes termen för att beskriva den snabba ökningen av antalet av människor som är fängslade i amerikanska fängelser, respektive det ökade politiska inflytandet från privata fängelseföretag och företag som levererar varor och tjänster till statliga fängelser i vinstdrivande syften. De vanligaste agenterna som interagerar med fängelseindustrin är företag som använder sig av billigt fängelsearbete, byggföretag, leverantörer av övervakningsteknik, företag som levererar fängelsemat och medicinska anläggningar,  fackföreningar för fängelsevakter,  privata försöksbolag, advokater, och lobbygrupper som representerar dem. 

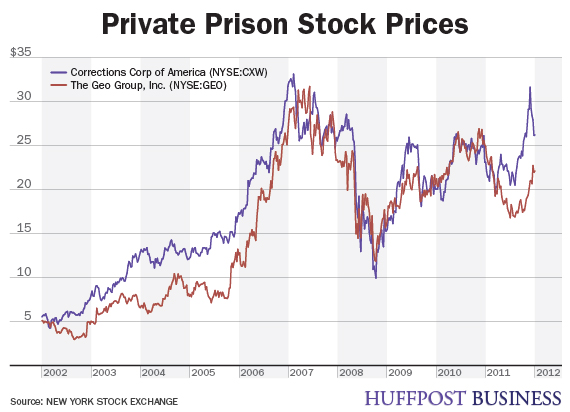
Priset på aktier i privata fängelser från 2002 till 2012.

En journalist vid namn Jonathan Kay som skrev för National Post definierade "det fängelseindustriella komplexet" som en "korrupt mänsklig lagerhållning som kombinerar de sämsta kvaliteterna hos staten (statens makt att tvinga) respektive privata företag (girighet)". Kay menar att fångar hålls under "omänskliga förhållanden" och att behovet av att bevara de ekonomiska fördelarna som kommer med ett fullt fängelse leder till att fängelsets ledare hindrar alla åtgärder eller reformer som kan minska återfall, eller, recidivism och att människor spärras in.